# Grammodes abbreviata
Grammodes abbreviata là một loài bướm đêm trong họ Erebidae.